# Canton de Cosne-Cours-sur-Loire-Nord
Le canton de Cosne-Cours-sur-Loire-Nord est un ancien canton français situé dans le département de la Nièvre et la région Bourgogne.

## Géographie
Ce canton est organisé autour de Cosne-Cours-sur-Loire et est l'un des 7 cantons de l'arrondissement de Cosne-Cours-sur-Loire.

## Histoire
Le canton a été créé par le décret du 23 janvier 1985 scindant le canton de Cosne-Cours-sur-Loire.
Il est supprimé par le redécoupage cantonal de 2014.

## Représentation
| Période | Période | Identité           | Étiquette | Qualité                                                                       |
| ------- | ------- | ------------------ | --------- | ----------------------------------------------------------------------------- |
| 1985    | 1988    | Jacqueline Rostain | PS        | Ancienne conseillère générale du Canton de Cosne-Cours-sur-Loire (1982-1985)  |
| 1988    | 1994    | Jean Testard       | UDF       |                                                                               |
| 1994    | 2015    | Michel Poinsard    | PS        | Préparateur en pharmacie Ancien conseiller municipal de Cosne-Cours-sur-Loire |

## Composition
Le canton de Cosne-Cours-sur-Loire-Nord se composait d’une fraction de la commune de Cosne-Cours-sur-Loire et de quatre autres communes. Il comptait 8 039 habitants (population municipale) au 1er janvier 2012.
| Nom                               | Code Insee | Intercommunalité | Population (dernière pop. légale)              |
| --------------------------------- | ---------- | ---------------- | ---------------------------------------------- |
| Cosne-Cours-sur-Loire (chef-lieu) | 58086      | CC Cœur de Loire | Fraction : 4 803(2012) Commune : 10 553 (2014) |
| Annay                             | 58007      | CC Cœur de Loire | 343 (2014)                                     |
| La Celle-sur-Loire                | 58044      | CC Cœur de Loire | 848 (2014)                                     |
| Myennes                           | 58187      | CC Cœur de Loire | 551 (2014)                                     |
| Neuvy-sur-Loire                   | 58193      | CC Cœur de Loire | 1 519 (2014)                                   |

## Démographie
| 1962 | 1968 | 1975 | 1982 | 1990 | 1999  | 2006  | 2009 |
| ---- | ---- | ---- | ---- | ---- | ----- | ----- | ---- |
| -    | -    | -    | -    | -    | 7 735 | 7 989 | -    |